# Banzai Pipeline
 O Banzai Pipeline, ou simplesmente Pipeline ou Pipe, é um recife de surfe localizado no Havaí, próximo ao Ehukai Beach Park em Pupukea, na costa norte de O'ahu . Uma quebra de recife é uma área no oceano onde as ondas começam a quebrar assim que alcançam a parte rasa de um recife . Pipeline é conhecido por ondas enormes que quebram em águas rasas logo acima de um recife afiado e cavernoso, formando ondas grandes, ocas e grossas de água que os surfistas podem surfar . Existem três recifes em Pipeline em águas progressivamente mais profundas e mais longe do mar que se ativam de acordo com o tamanho crescente das ondas do oceano que se aproximam .

## Origem do nome
O nome composto do local combina o nome do ponto de surfe (Pipeline) com o nome da praia à sua frente (Praia do Banzai). Recebeu o nome em dezembro de 1961, quando o produtor da lenda do surfe Bruce Brown dirigia para o norte com os californianos Phil Edwards e Mike Diffenderfer. Bruce parou no local então sem nome para filmar Phil pegando várias ondas. Na época, havia um projeto de construção de um oleoduto subterrâneo na rodovia Kamehameha adjacente, e Mike fez a sugestão de chamar o intervalo de "Pipeline" (Oleoduto) . O nome foi usado pela primeira vez no filme de Bruce Brown, Surfing Hollow Days. Também emprestou o seu nome a um sucesso de 1963, Pipeline, dos roqueiros do surf music The Chantays .

## Detalhes do recife
O recife em Pipe é um recife de mesa plano, com várias cavernas no interior, criando uma bolha de ar gigante que surge na frente da onda pouco antes da onda subir antes de quebrar. Existem também várias torres de lava subaquáticas irregulares que podem ferir os surfistas caídos. A areia pode se acumular no recife em Pipeline, e isso pode causar o "fechamento" das ondas (o que significa que o tubo oco da onda colapsa de uma vez e, portanto, é impossível surfar). Um swell forte (uma formação de ondas de superfície de longo comprimento de onda) de oeste limpa a areia do recife e, depois disso, um swell forte de norte pode dar origem às melhores ondas .
Existem quatro ondas associadas ao Pipeline. A esquerda (o que significa que a onda quebra da esquerda para a direita da perspectiva de um observador na costa) conhecida como Pipeline (também conhecida como First Reef) é o mais surfado e fotografado. Quando o recife é atingido por uma ondulação de norte, o pico (o ponto mais alto da onda onde ela começa a se curvar) torna-se uma onda em forma de A, com Pipe fechando um pouco e descascando para a esquerda, e o igualmente famoso Pipeline de backdoor descascando para a direita ao mesmo tempo. À medida que o tamanho em Pipe aumenta, normalmente mais de 4 metros, o Second Reef do lado de fora (mais para dentro das águas profundas do oceano) começa a quebrar, com paredes mais longas (a face contínua da onda pela qual o surfista desliza) e mais tamanho. Em um tamanho extremo, uma área chamada Terceiro Recife, ainda mais fora, começa a se quebrar com ondas gigantes.

## Onda mortal
Inúmeros surfistas e fotógrafos foram mortos em Pipeline, incluindo Jon Mozo e Tahitian Malik Joyeux, que era famoso por sua carga pesada (surfe corajoso) em Teahupo'o . Muitas pessoas morreram ou ficaram gravemente feridas em Pipeline. Pipeline foi considerada uma das ondas mais mortais do mundo. Sua onda média é de 3 m, mas pode ter até 6 metros de altura. Especialmente perigosas são as seções de recife rasas conhecidas como "Off the Wall" e "Backdoor".
Alguns dos surfistas notáveis em Pipeline são Phil Edwards (surfista) (que é creditado como a primeira pessoa a surfar) , Butch Van Artsdalen, Gerry Lopez, Mike Stewart, Shaun Tomson, Mark Richards, Wayne 'Rabbit' Bartolomeu, Peter Townend, Michael Ho, Simon Anderson, Tom Carroll, Sunny Garcia, Kelly Slater, Danny Fuller, Jamie O'Brien, Rob Machado, Andy Irons, Mick Fanning, Gabriel Medina, John John Florence e Ítalo Ferreira.

## Competições
As principais competições de surfe neste local incluem o Pipe Masters (surf de prancha), o Volcom Pipe Pro, o IBA Pipeline Pro (bodyboard) e o Pipeline Bodysurfing Classic. Os surfistas também podem enviar vídeos para a competição Wave of the Winter da Surfline. A competição se concentra nas praias da costa norte de Oahu, incluindo Pipeline.

## Mídia
- Um episódio da 6ª temporada (1974–1975) de Hawaii Five-O, chamado "The Banzai Pipeline", foi filmado em Pipeline.
- Acredita-se que a grande onda nos créditos de abertura do Hawaii Five-O seja o Banzai Pipeline.
- O filme de surfe de 2002 Blue Crush foi filmado em Pipe.
- O filme Pipeline de 2007 contou com eventos neste local.